# Mekar Sidamanik
Mekar Sidamanik is een bestuurslaag in het regentschap Simalungun van de provincie Noord-Sumatra, Indonesië. Mekar Sidamanik telt 1199 inwoners (volkstelling 2010).